# Christophe Blanchard-Dignac
Christophe Blanchard-Dignac, né le 20 novembre 1953 à Bordeaux, est un dirigeant d’entreprises publiques et un haut fonctionnaire français. Ancien directeur du Budget, il a été président directeur général de la Française des Jeux (FDJ) de 2000 à 2014.

## Biographie

### Formation
Christophe Blanchard-Dignac est diplômé de Sciences-Po Bordeaux, titulaire d’un DESS de droit et ancien élève de l’ENA (Promotion Michel de l’Hospital, 1977-1979).

### Carrière dans l’administration
Entré à la direction du Budget en 1979, il rejoint le Crédit agricole en 1983. Entre 1986 et 1988, il est conseiller budgétaire du ministre de l’Économie et des finances Édouard Balladur. Après un passage à La Poste en tant que directeur général adjoint (1994-1995) , il devient Directeur du Budget en 1995. Il est par ailleurs réputé être un proche de l’ancien Premier Ministre Alain Juppé.
Il a été membre de nombreux conseils d’administration, notamment à Air France, au CNRS, à EDF, à France télécom et à la SNCF, ainsi qu’au Commissariat à l’énergie atomique . Par ailleurs, il a été membre du bureau du Conseil économique et social .

### Président Directeur Général de la Française des Jeux
En 2000, Christophe Blanchard-Dignac quitte la direction du Budget pour succéder à Bertrand de Gallé à la tête de la Française des Jeux, entreprise publique qui dispose du monopole des jeux de loterie et de paris sportifs .
À la tête de la FDJ, il organise le lancement du pari à cote en France avec Cote et Match en 2002.
C'est également sous son mandat que la  FDJ lance l’Euro Millions, le Loto européen, en février 2004 avec ses homologues britannique et espagnol, Camelot et Loterias y Apuestas del Estado , rejoints par six autres pays (l'Autriche, la Belgique, l'Irlande, le Luxembourg, le Portugal et la Suisse) la même année.
Partisan d’une ouverture « maîtrisée » du marché des jeux d’argent et de hasard en ligne (loi du 12 mai 2010), il développe l’activité de la FDJ, notamment dans les paris sportifs. La gamme de jeux Parions Sport, lancée le 3 novembre 2009, permet à FDJ de tripler ses revenus dans ce secteur (de 600 millions en 2010 à 1,7 milliard d'euros en 2013) .
Reconduit à deux reprises à la tête de la Française des Jeux, il voit Stéphane Pallez lui succéder en 2014.

### Fondation Universitaire
Le 8 décembre 2014, Christophe Blanchard-Dignac est élu Président de la fondation Bordeaux Université, structure chargée du mécénat et du développement du site universitaire bordelais (Université de Bordeaux, Université Bordeaux Montaigne, Sciences Po Bordeaux, Bordeaux INP et Bordeaux Sciences Agro) . Il succède à Jean-René Fourtou .

## Publications et articles
- « D’une révision souhaitable à la nécessaire réforme » in Revue Française de Finances Publiques no 76 La loi organique relative aux lois de finances novembre 2011 p. 147 à 149
- Préfaces de deux ouvrages publiés par le Comité d’histoire économique et financière :
  - « La direction du budget face aux grandes mutations des années 1950 ». Journée d’étude à Bercy du 10 janvier 1997.
  - « La direction du budget entre doctrines et réalités, 1914-1944 ». Journée d’étude à Bercy du 10 septembre 1999.
- « Concilier paris et intégrité du sport » in dossier spécial l’intégrité du sport : un défi mondial. Politique internationale no 136 été 2012 pages 409 à 415
- « La RSE, levier de création de valeur partagée » in dossier spécial responsabilité sociétale des entreprises : un enjeu mondial. Politique internationale no 143 printemps 2014 pages 339 à 345
- « La révolution numérique des jeux d’argent » in dossier spécial Les jeux d’argent. Pouvoirs no 139 2011 p. 25 à 38
- « Conjuguer développement et responsabilité » in Le Cercle des Economistes. Actes des rencontres économiques d’Aix-en-provence 2013 p. 278 à 281
- « Jeux et sport : des valeurs partagées ?» in Revue Politique et Parlementaire Hors-Série « Le sport : enjeu économique, outil politique » p. 16 à 19. Juin 2009
- « La contribution des sponsors à la lutte contre le dopage » in 11e colloque national de lutte et de prévention du dopage. CNOSF. 1er et 2 avril 2011 ( ?) p. 87 à 90
- « Le développement durable, pari gagnant » Le point de vue de Christophe Blanchard-Dignac, tribune libre in journal La Tribune du 9 avril 2008 p. 27
- Colloque international « Ethique et sport en Europe ». EPAS et Université de Rennes 2 Table ronde intervention sur l’intégrité du sport et les paris sportifs (?) 15, 16, 17 avril  2009.